# Ghil'ad Zuckermann
Ghil'ad Zuckermann, izraelski jezikoslovec, * 1. junij 1971, Tel Aviv, Izrael.
Zuckermann (D.Phil., Univerza v Oxfordu; Ph.D., Univerza v Cambridgeu) je priznani jezikoslovec in profesor jezikoslovja na Univerzi v Adelaideu, Južna Avstralija, Avstralija.

## Oživitev jezikov
Zuckermann skupaj s skupnostjo Barngarla, ki živi v južni Avstraliji v bližini mesta Adelaide, skušal oživiti jezik, katerega zadnji materni govorec je preminil v šestdesetih letih dvajsetega stoletja. Rezultat skupnega dela je moderni barngarlovski jezik, ki pa je najboljši približek originalnega barngarlovskega jezika, ki seveda nikoli več ne bo tak, kot je bil, saj so vplivi na jezik od kolonizacije naprej preveliki. Pa vendar ima skupnost spet svoj jezik in to je dober začetek.
Zuckermann pa je opazil, da je skupnost prav oživela s tem, ko so začeli razvijati svoj lasten jezik. Zato je kmalu postavil teorijo, ki kaže na to, da so domorodne skupnosti, ki jim uspe ohraniti ali znova usvojiti jezik svojih prednikov, bolj zdrave v psihičnem in tudi v fizičnem smislu kot pa skupnosti, ki so predvsem zaradi zunanjih vplivov izgubile stik s svojimi jeziki. V naslednjih letih pa želi opraviti natančno raziskavo in svoja opažanja tako potrditi.

## Dela
- Revivalistics: From the Genesis of Israeli to Language Reclamation in Australia and Beyond, 2020, Oxford University Press (ISBN 9780199812790 / ISBN 9780199812776)
- Language Contact and Lexical Enrichment in Israeli Hebrew, 2003, Palgrave Macmillan (ISBN 9781403917232 / ISBN 9781403938695)
- Israelit Safa Yafa, 2008, Am Oved (ISBN 978-965-13-1963-1)
- Engaging – A Guide to Interacting Respectfully and Reciprocally with Aboriginal and Torres Strait Islander People, and their Arts Practices and Intellectual Property, 2015
- Dictionary of the Barngarla Aboriginal Language of Eyre Peninsula, South Australia, 2018
- Barngarlidhi Manoo (Speaking Barngarla Together). Australia: Barngarla Language Advisory Committee. 2019. 
 Barngarlidhi Manoo II
- Jewish Language Contact (Special Issue of the International Journal of the Sociology of Language 226, 2014
- Burning Issues in Afro-Asiatic Linguistics Arhivirano 2020-08-16 na Wayback Machine., 2012
- Zuckermann, Ghil'ad; Quer, Giovanni; Shakuto, Shiori (2014). »Native Tongue Title: Proposed Compensation for the Loss of Aboriginal Languages«. Australian Aboriginal Studies. 2014/1: 55–71.
- Zuckermann, Ghil'ad; Walsh, Michael (2014). »"Our Ancestors Are Happy!": Revivalistics in the Service of Indigenous Wellbeing«. Foundation for Endangered Languages. XVIII: 113–119.
- Zuckermann, Ghil'ad; Walsh, Michael (2011). »Stop, Revive, Survive: Lessons from the Hebrew Revival Applicable to the Reclamation, Maintenance and Empowerment of Aboriginal Languages and Cultures« (PDF). Australian Journal of Linguistics. 31: 111–127.
- Zuckermann, Ghil'ad (2009). »Hybridity versus Revivability: Multiple Causation, Forms and Patterns« (PDF). Journal of Language Contact. 2: 40–67.
- Zuckermann, Ghil'ad (2006). »A New Vision for "Israeli Hebrew": Theoretical and Practical Implications of Analysing Israel's Main Language as a Semi-Engineered Semito-European Hybrid Language« (PDF). Journal of Modern Jewish Studies. 5: 57–71.
- Zuckermann, Ghil'ad (2004). »Cultural Hybridity: Multisourced Neologization in "Reinvented" Languages and in Languages with "Phono-Logographic" Script« (PDF). Languages in Contrast. 4: 281–318.
- Zuckermann, Ghil'ad (2003). »Language Contact and Globalisation: The Camouflaged Influence of English on the World's Languages – with special attention to Israeli (sic) and Mandarin« (PDF). Cambridge Review of International Affairs. 16: 287–307.
- Zuckermann, Ghil'ad (2008). »'Realistic Prescriptivism': The Academy of the Hebrew Language, its Campaign of 'Good Grammar' and Lexpionage, and the Native Israeli Speakers« (PDF). Israel Studies in Language and Society. 1: 135–154.
- "Complement Clause Types in Israeli", Complementation: A Cross-Linguistic Typology, Oxford University Press, pp. 72–92, 2006.
- " 'Etymythological Othering' and the Power of 'Lexical Engineering' in Judaism, Islam and Christianity. A Socio-Philo(sopho)logical Perspective", Explorations in the Sociology of Language and Religion, John Benjamins, pp. 237–258, 2006.
- "Blorít: Pagans' Mohawk or Sabras' Forelock?: Ideological Secularization of Hebrew Terms in Socialist Zionist Israeli", The Sociology of Language and Religion: Change, Conflict and Accommodation, Palgrave Macmillan, pp. 84–125, 2010.
- "Icelandic: Phonosemantic Matching", Globally Speaking: Motives for Adopting English Vocabulary in Other Languages, Multilingual Matters, pp. 19–43, 2008.

## Filmografija
- Fry's Planet Word, Stephen Fry
- SBS: Living Black: S18 Ep9 - Linguicide
- Babbel: Why Revive A Dead Language? - Interview with Prof. Ghil'ad Zuckermann
- Barngarla people rediscover their language, SBS News
- Language Revival: Securing the Future of Endangered Languages, edX MOOC